# Феофания, рисующая смерть
«Феофания, рисующая смерть» (другие названия — The Clearing, Time Of Darkness) — фильм совместного советско-американского производства 1991 года. Жанр — исторический триллер. Режиссёр — Владимир Алеников.

## Сюжет
XI век. Деревня, часть жителей которой — язычники, а часть — уже христиане. Отношения между двумя частями общины нельзя назвать спокойными. Староста деревни язычник Григорий всячески насмехается над священником отцом Агафангелом, заявляет, что священник не мужчина, требует от него вступить в близкие отношения с женщинами. С другой стороны, Агафангел пытается обличать языческие обычаи жителей деревни.
Летом наступает пора языческого праздника во славу Перуна, сопровождающегося игрищами и сексуальной оргией. В это время прихожане собираются в церквушке. Одна из жительниц деревни, Анна, отказывается принимать участие в плотских утехах, и на следующей день её находят в лесу мёртвой. Девушка изнасилована, на её теле следы укусов. Жители деревни решают, что виновник смерти девушки — оборотень. Деревенская знахарка Феофания, с одной стороны, успешно готовит тело к погребению, скрывая раны (что вызывает у жителей деревни подозрение в колдовстве), с другой стороны — с помощью обрядов пытается узнать, что же произошло ночью. Григорий же решает, что пришествие оборотня связано с тем, что священник разозлил Перуна, и препятствует тому, чтобы Анну похоронили по христианскому обряду.
Следующей жертвой убийцы становится Людмила, родственница Григория. Григорий просит Феофанию подготовить тело к погребению, при этом не улучшать её внешность. Однако Феофания не прислушивается к совету старосты. В результате отец Агафангел обвиняет знахарку в колдовстве и требует расправы над ней. Сын Феофании Нестор находит на месте убийства оберег, который, скорее всего, принадлежит убийце. Знахарка просит у старосты помощи, при этом показывая ему оберег. Староста остаётся безмолвен — тогда Феофания понимает, что староста и есть убийца. Ради спасения своей шкуры Григорий встаёт на сторону священника и соглашается с тем, что Феофанию нужно сжечь. Толпа поджигает избу Феофании. Однако Нестору удается помочь матери выбраться через тайный лаз.
Нестор показывает Григорию оберег, который староста пытается отобрать у мальчика. В погоне за Нестором Григорий приходит в лес, где встречает живую Феофанию. От неожиданности он падает в волчью яму и погибает, пронзённый колом.
Феофания и Нестор уходят из посёлка.

## В ролях
| Актёр                             | Роль                |
| --------------------------------- | ------------------- |
| Тамара Тана                       | Феофания            |
| Николай Кочегаров                 | отец Агафангел      |
| Джордж Сигал                      | Григорий            |
| Виктор Репников                   | Нестор              |
| Наталья Силантьева (Наташа Манор) | Людмила             |
| Николай Добрынин                  | Авдей               |
| Жанна Токарская                   | Алёна               |
| Зоя Кайдановская                  | Настя дочь Григория |
| Татьяна Новик                     | Анна                |
| Татьяна Кузнецова                 | безумная женщина    |
| Михаил Чигарёв                    | отец Анны           |
| Раиса Недашковская                | мать Феофании       |
| Валерий Долженков                 | отец Феофании       |
| Татьяна Захарова                  | Ефросинья           |
| Анна Терехова                     | Апраксия            |
| Игорь Косухин                     | крестьянин          |

## Интересные факты
- Все жители деревни — как христиане, так и язычники — носят христианские имена.